# 10 Horas para o Natal
10 Horas para o Natal é um filme de comédia infantil brasileiro de 2020 dirigido por Cris D'Amato a partir de um roteiro de Bia Crespo e Flávia Guimarães. Conta a história de três irmãos que tentam reunir seus pais separados novamente na noite de natal. O filme é protagonizado por Luis Lobianco, Karina Ramil, Lorena Queiroz, Pedro Miranda e Giulia Benite.
É pós-produzido pela Paris Pós,com o patrocínio da Hershey's,Downy,Swift,Gillette,Caltabiano e Cipolatti,com o apoio da Spcine,Prefeitura de São Paulo e CET.
Em 2021, o filme foi indicado pela Academia Brasileira de Cinema ao Grande Prêmio do Cinema Brasileiro na categoria de Melhor Longa-metragem infantil.

## Sinopse
Julia (Giulia Benite), Miguel (Pedro Miranda) e Bia (Lorena Queiroz) são três irmãos cansados das noites de natal sem graça que passam após a separação dos pais. Eles planejam uma ação para reunir novamente Marcos Henrique (Luis Lobianco) e Sônia (Karina Ramil) e, juntos, poderem relembrar os tempos em que esperavam o Papai Noel aparecer como uma família unida. Entretanto, para colocar essa ideia em prática, os irmãos precisam correr contra o tempo, pois faltam apenas 10 horas para o Natal.

## Elenco
- Luis Lobianco como Marcos Henrique
- Karina Ramil como Sônia
- Giulia Benite como Julia
- Pedro Miranda como Miguel
- Lorena Queiroz como Bia
- Jandira Martini como Vó Nena
- Arthur Kohl como Seu León
- Marcelo Laham como Sílvio
- Jacqueline Sato como Mãe
- Renata Brás como funcionaria do mercado

## Lançamento
O filme foi lançado nos cinemas em 10 de dezembro de 2020. A partir de 7 de janeiro de 2021, o filme começou a fazer parte do catálogo de filmes da Amazon Prime Video.

## Recepção
O filme foi recebido com críticas mistas por parte dos críticos especializados. Escrevendo para o website Papo de Cinema, Marcelo Müller classificou o filme com uma nota de 6 / 10 e disse que "no fundo, 10 Horas para o Natal fala da necessidade de pais separados compreenderem os efeitos da interrupção de determinados rituais aos filhos que permanecem entre dois mundos em conflito." e também que "Cris D'Amato não se propõe a invenções, seguindo à risca uma cartilha repleta de exemplares que não à toa figuram no nosso imaginário." Miguel Morales, para o website @Nerd, escreveu que "10 Horas Para o Natal não inventa a roda, não faz nada de novo em relação ao tema natalino, mas consegue entregar uma divertida aventura que abrasileira o feriado, nos garante bons momentos, nos faz rir com as nossas tradições e não delas."

## Prêmios e indicações
| Ano  | Associações                        | Categoria                      | Recipiente(s)         | Resultado |
| ---- | ---------------------------------- | ------------------------------ | --------------------- | --------- |
| 2021 | Grande Prêmio do Cinema Brasileiro | Melhor Longa-metragem Infantil | 10 Horas para o Natal | Venceu    |